# Åsa Wikforss
Åsa Maria Wikforss, född 25 juli 1961 i Göteborg, är en svensk filosof och författare. Hon är sedan 2008 professor i teoretisk filosofi vid Stockholms universitet. Hon invaldes som ledamot i Svenska Akademien den 9 maj 2019 och höll sitt inträdestal den 20 december 2019.

## Biografi
Wikforss disputerade 1996 vid Columbia University med en avhandling Linguistic Freedom: An Essay in Meaning and Rules. Avhandlingen handlar om frågor om normativitet hos språklig mening, det vill säga frågor om språklig mening är konventionell, bestämd av regler eller normer, eller till sin natur själv normativ, och om det finns någon väsentligen semantisk riktighet/oriktighet i språkanvändning.
År 2002 fick Wikforss en docentur vid Stockholms universitet, en anställning som gjorde henne till Sveriges första kvinnliga docent inom teoretisk filosofi.
År 2003 tilldelades Wikforss ett tvåårigt forskningsbidrag från stiftelsen Riksbankens jubileumsfond för projektet Knowing One's Own Thoughts, där hon fördjupade sig i externalism och självkännedom.
Wikforss forskar om kunskapens natur och om språk och tanke. Hon har medverkat i olika populärvetenskapliga sammanhang, bland annat i Vetandets värld och Filosofiska rummet i Sveriges Radio och skrivit debattartiklar om skolans kunskapssyn.
År 2017 utgavs Wikforss bok Alternativa fakta: om kunskapen och dess fiender, som har uppmärksammats i flera nyhetsmedier – bland annat TV4. Boken behandlar fakta och kunskapsresistens ur ett filosofiskt perspektiv samt vad kunskap är. Hon tar upp vilka psykologiska mekanismer som ligger bakom kunskapsresistens och hur vi kan motverka dem.
År 2018 var Wikforss en av sommarpratarna i Sveriges Radio P1:s program Sommar med sitt program som sändes den 13 juli. Hennes program handlade om filosofi som berör alla såsom kunskap, lögn, sanning, om lyckan och livets mening. 
I juni 2018 invaldes Wikforss som ledamot i Kungliga Vetenskapsakademien i dess klass 10, klassen för humaniora och för framstående förtjänst inom vetenskap. 2019 tilldelades hon Natur & Kulturs populärvetenskapliga pris. Samma år fick hon motta ÅForsks Kunskapspris.
Den 9 maj 2019 invaldes hon som ledamot i Svenska Akademien. Hon efterträdde Sara Danius på stol 7 och höll sitt inträdestal vid Akademiens högtidssammankomst den 20 december 2019.
Hennes vetenskapliga publicering har (2024) enligt Scopus närmare 500 citeringar och ett h-index på 12.

### Familj
Wikforss är gift med den amerikanske juristen Adam Green, har två döttrar och är bosatt i Stockholm.

## Publikationer (urval)
- The Insignificance of Transparency, in Externalism, Self-Knowledge, and Skepticism, ed. S. Goldberg, Cambridge: Cambridge University Press, 2015.[14]
- Does Semantics Need Normativity? Comments on Allan Gibbard, Meaning and Normativity. Forthcoming in Inquiry Book Symposium.[14]
- Natural Kinds and Natural Kind Terms: Myth and Reality (with Sören Häggqvist), forthcoming in British Journal for the Philosophy of Science.[14]
- Wikforss, Åsa (2019-08-29) (på engelska). Knowing Other Minds. Oxford University Press. sid. 41–62. doi:10.1093/oso/9780198794400.003.0003. ISBN 978-0-19-879440-0. https://oxford.universitypressscholarship.com/view/10.1093/oso/9780198794400.001.0001/oso-9780198794400-chapter-3. Läst 29 november 2020